# Micodon kiotensis
Micodon kiotensis — викопний вид приматів родини капуцинових (Cebidae). Вид мешкав у міоцені (14-12 млн років тому) у Південній Америці. Відомий лише по рештках зубів. Скам'янілості виявлені у Колумбії у відкладеннях формації Ла Вента.